# 鴿子在樹枝上沉思
《鴿子在樹枝上沉思》（瑞典語：En duva satt på en gren och funderade på tillvaron）是一部2014年罗伊·安德森执导的瑞典喜剧剧情片，这是“生活三部曲”中继《二楼传来的歌声》（2000年）和《啊！人生》（2007年）之后的又一部作品。在第71届威尼斯影展上首映，并赢得金狮奖，成为首部夺得该荣誉的瑞典电影。还获得2015年欧洲电影奖最佳喜剧电影。
片名来自16世纪的荷兰（或比利时）著名画家的名画《雪中猎人》，画中描绘了一群猎人打猎归来的场景，其画面左上方的树枝上停着几只黑色的鸟儿。导演借片名要表达“我们的所作所为可以有不同的方式来表达”。

## 剧情
萨姆和乔纳森是一对推销搞笑玩具的流动商人，他们一户户上门并且还进入酒吧和咖啡馆兜售商品，每到一处就解释“我们希望帮助人们开心”。两人一路上碰到了不同的路人，在不同地点不同人群中游走。

## 角色
- Nisse Vestblom 饰 萨姆
- Holger Andersson 饰 乔纳森
- Charlotta Larsson
- Viktor Gyllenberg
- Lotti Törnros
- Jonas Gerholm
- Ola Stensson
- Oscar Salomonsson
- Roger Olsen Likvern

## 创作

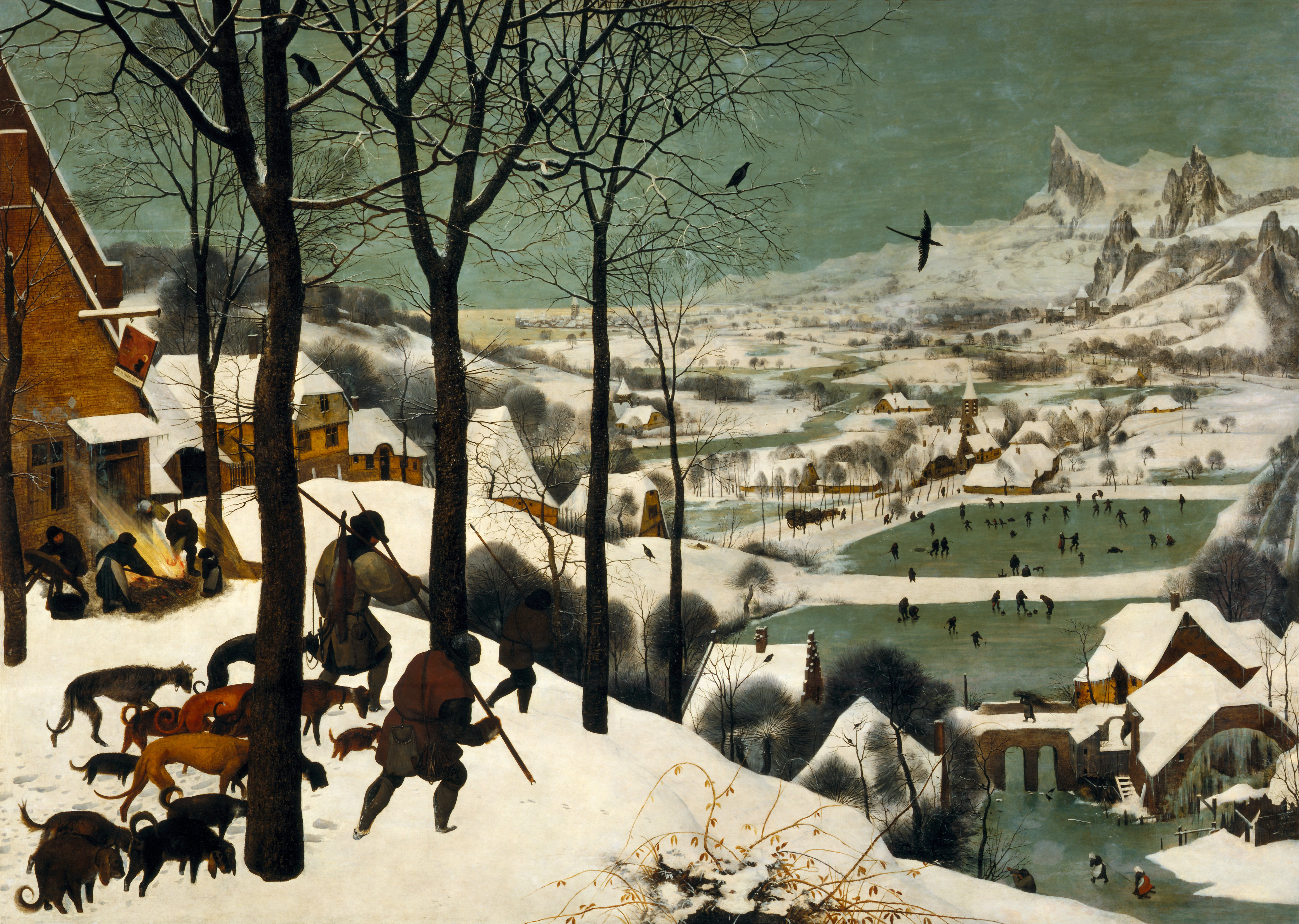
勃鲁盖尔的名画《雪中猎人》

导演罗伊·安德森在媒体发布会上表示：这是一部具有梦幻色彩的悲剧，但又不乏幽默和哲学，有一点风格——影片由40多个场景组成，每个场景都是一个长镜头，每一个场景的准备都需要一至两个月的时间，在年轻而有才华的团队辛苦努力下，历经四年影片才得以完成。作为一个影像风格突出的导演，安德森对荷兰画家、等人的作品赞不绝口，“他们的绘画，你可以聚精会神的欣赏几个小时，我希望电影中的画面也能如此，可惜，因为缺少资金或者才华，还有电视的影响，你很难看到同样高品质的视觉画面”。